# Adeline Yzac
 (juin 2015).
Si vous disposez d'ouvrages ou d'articles de référence ou si vous connaissez des sites web de qualité traitant du thème abordé ici, merci de compléter l'article en donnant les références utiles à sa vérifiabilité et en les liant à la section « Notes et références ».
Œuvres principales
- D’enfança d’en facia (1997)
- Le dernier de la lune (2000)
- Danse la vigne (2001)
- La drolleta de la luna (2014)
- L'enfant à la bouche de silence

Adeline Yzac, née le 11 juin 1954 en Dordogne (France), est une femme de lettres française.

## Biographie
Adeline Yzac naît en 1954 dans le Périgord, en Aquitaine. Elle suit des études de lettres modernes, d'espagnol et de linguistique à l'université de Montpellier. Elle obtient son doctorat en 1979.
Elle a publié des histoires pour les enfants, des récits pour les jeunes, des romans pour les adultes.

## Distinctions

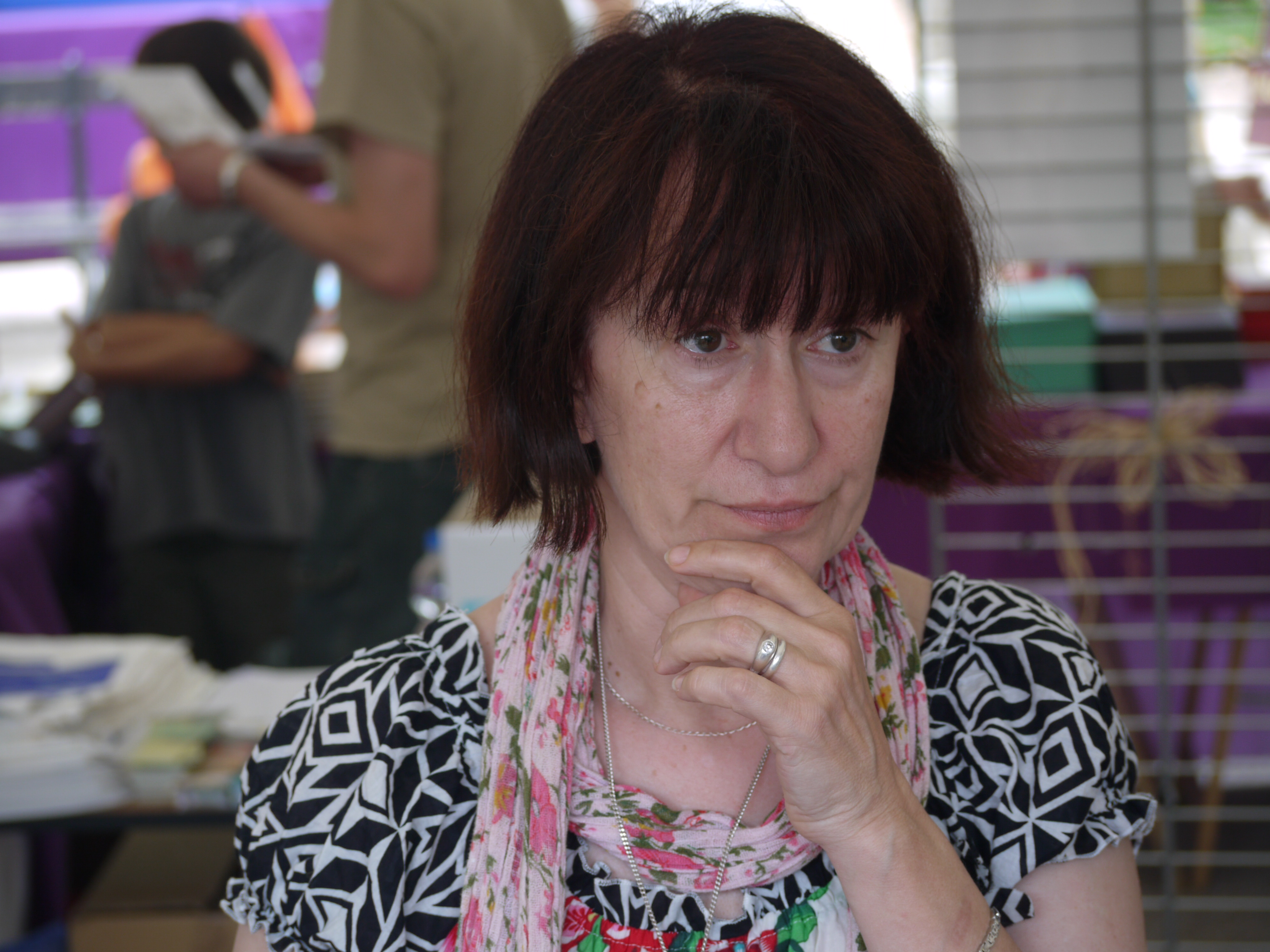
En 2009 à la Comédie du Livre à Montpellier.

Adeline Yzac est récipiendaire des prix suivants :
- prix Joan Bodon 1999 pour D'enfança d'en facia
- prix Alain-Fournier 2001, pour Le dernier de la lune
- prix Jaufre Rudèl 2002, pour Un tren per tu tota sola
- prix du roman du jury de l'Académie des arts, lettres et sciences de Languedoc 2004, pour Danse la vigne.
- prix Paul Froment pour  La drolleta de la luna[3].

### Ouvrages pour la jeunesse
- La légende oubliée, Paris, Flammarion, coll. « Castor poche. Senior » (no 550), 1996, 179 p., couv. ill. en coul. ; 17 cm (ISBN 2-08-164183-6, ISSN 1147-3533, BNF 35825893)
- Adeline Yzac et Claire Nadaud (ill. Claire Nadaud), Il y avait une fois, Paris, Magnard jeunesse, 1997, 30 p., Non paginé : ill. en coul., couv. ill. en coul. ; 27 cm (ISBN 2-210-97913-7, BNF 36187209)
- Énéa la cathare  (ill. Michel Gertou), Castelnaud-la-Chapelle, l'Hydre, 2000, 219 p., ill., couv. ill. en coul. ; 21 cm (ISBN 2-913703-02-X, BNF 37203103)
- Le prince qui voit juste : contes du Périgord  (ill. Karine Jacquinet), Castelnaud-la-Chapelle, l'Hydre éd., 2003, 61 p., ill. en coul., couv. ill. en coul. ; 23 cm (ISBN 2-913703-36-4, BNF 39244584)
- Grain-de-Riz  (ill. Brigitte Desnault), Bruxelles, Alice Editions, coll. « Histoires comme ça », 2003, 30 p., ill. en coul. ; 18 x 25 cm (ISBN 2-930182-81-4, ISSN 0985-4207, BNF 43393971)
- Le jour des oies sauvages, Rodez, Éd. du Rouergue, coll. « Do a do », 2004, 113 p., couv. ill. en coul. ; 17 cm (ISBN 2-84156-487-8, ISSN 1622-6550, BNF 39172081)
- Le radeau des poèmes, Cahors, l'Hydre, coll. « Jeunesse », 2005, 61 p., couv. ill. en coul. ; 18 cm (ISBN 2-913703-51-8, ISSN 1957-9438, BNF 39977491)
- TOC, Paris, Magnard jeunesse, coll. « Tipik junior : vie quotidienne » (no 47), 2005, 123 p., couv. ill. en coul. ; 19 cm (ISBN 2-210-98625-7, ISSN 1767-3038, BNF 40069307)
- Adeline Yzac et Montse Gisbert, L'almanavache, Bruxelles, Alice jeunesse, coll. « Histoires comme ça », 2006, 112 p., ill. en coul. ; 24 x 21 cm (ISBN 2-87426-047-9, ISSN 0985-4207, BNF 43392888)
- Comptines de la goumandise  (ill. Agnès Gourlay), Cahors, l'Hydre, coll. « Jeunesse », 2006, 59 p., ill. en coul., couv. ill. en coul. ; 17 cm (ISBN 2-913703-74-7, ISSN 1957-9438, BNF 40995380)
- La Dame blanche : sept contes fantastiques du Périgord  (ill. Agnès Gourlay), Cahors, l'Hydre jeunesse, coll. « Jeunesse », 2006, 63 p., ill. en coul., couv. ill. en coul. ; 23 cm (ISBN 978-2-913703-58-2, ISSN 1957-9438, BNF 40995189)
- L'enfant à la bouche de silence, Bruxelles, Alice jeunesse, coll. « Les romans » (no 2), 2006, 80 p., 21 x 13 cm (ISBN 2-87426-037-1, BNF 43391999)
- De quelle couleur sera le bébé ?  (ill. Anne Crahay), Bruxelles, Alice jeunesse, 2008, ill. en coul. ; 26 x 25 cm (ISBN 978-2-87426-084-1 et 2-87426-084-3, BNF 43401749)
- Adeline Yzac et Montse Gisbert, L'almanachat, Bruxelles, Alice jeunesse, coll. « Histoires comme ça », 2008, ill. en coul. (ISBN 978-2-87426-082-7 et 2-87426-082-7, ISSN 0985-4207, BNF 43401522)
- Jeu de mains, Rodez, Éd. du Rouergue, coll. « Do a do », 2009, 110 p., ill., couv. ill. en coul. ; 17 cm (ISBN 978-2-84156-995-3, ISSN 1622-6550, BNF 41447662)
- Très vieux monsieur  (ill. Éva Offredo), Rodez, Éd. du Rouergue, coll. « Varia », 2009, 24 p., non paginé : ill. en coul., couv. ill. en coul. ; 32 cm (ISBN 978-2-8126-0014-2, ISSN 1633-8863, BNF 41459057)